# 김병헌 (언론인)
김병헌(1973년 8월 18일~)은 대한민국의 언론인이자, 서울 생이고, 2001년 12월 이후부터 MBC(문화방송)의 뉴스 보도 기자로, 2019년 8월 이후부터는 MBC 문화방송 통합뉴스룸 전국팀 기자 직적에 소속되어 있다.

## 주요 경력
- 1998년 12월 : SBS 서울방송 보도국 시사보도제작실 기자 입사(1년 3개월 직적)
- 2000년 3월 : YTN 보도국 뉴스 보도 제작실 기자 직적 이직 입사(1년 9개월 직적)
- 2001년 12월 : MBC 문화방송 보도국 기자 직적 재차 이직 입사(현재)
- 2006년 4월 : MBC 문화방송 보도국 산업팀 기자
- 2018년 3월 : MBC 문화방송 보도국 전국부 기자
- 2019년 8월 : MBC 문화방송 통합뉴스룸 전국팀 기자

## 학력
- 창원고등학교 졸업(1992년 2월)
- 연세대학교 경영학과 학사(1999년 2월)

## 주요 진행

### TV
- MBC 뉴스투데이 토요일 앵커 (2007년 3월 17일 ~ 2008년 3월 22일)